# Karel Marx (lední hokejista)
Karel Marx (21. února 1948 – 1984) byl český hokejový útočník.

## Hokejová kariéra
V československé lize hrál za CHZ Litvínov. Odehrál osm prvoligových sezón, nastoupil ve 167 ligových utkáních, dal 21 gólů a měl 16 asistencí. V nižší soutěži hrál během vojenské služby za VTJ Dukla Liberec a po skončení ligové kariéry za TJ Tatra Kopřivnice.

## Klubové statistiky
| Sezona    | Klub              | Soutěž  | Základní část | Základní část | Základní část | Základní část | Základní část |
| Sezona    | Klub              | Soutěž  | Z             | G             | A             | B             | TM            |
| --------- | ----------------- | ------- | ------------- | ------------- | ------------- | ------------- | ------------- |
| 1965/1966 | CHZ Litvínov      | 1. liga | 3             | 0             | -             | -             | -             |
| 1966/1967 | VTJ Dukla Liberec | 2. liga | -             | -             | -             | -             | -             |
| 1967/1968 | VTJ Dukla Liberec | 2. liga | -             | -             | -             | -             | -             |
| 1968/1969 | CHZ Litvínov      | 1. liga | 19            | 1             | 3             | 4             | -             |
| 1969/1970 | CHZ Litvínov      | 1. liga | 27            | 7             | 3             | 10            | -             |
| 1970/1971 | CHZ Litvínov      | 1. liga | 29            | 5             | 2             | 7             | -             |
| 1971/1972 | CHZ Litvínov      | 1. liga | 33            | 5             | 4             | 9             | -             |
| 1972/1973 | CHZ Litvínov      | 1. liga | 24            | 1             | 1             | 2             | -             |
| 1973/1974 | CHZ Litvínov      | 1. liga | 21            | 1             | 0             | 1             | -             |
| 1974/1975 | CHZ Litvínov      | 1. liga | 11            | 1             | 3             | 4             | -             |